# Cosmin Olăroiu
Cosmin Olăroiu (Bucarest, 10 giugno 1969) è un allenatore di calcio ed ex calciatore romeno, di ruolo difensore, attuale tecnico della Nazionale maschile di calcio degli Emirati Arabi Uniti.

## Palmarès

### Giocatore
- Campionato sudcoreano: 2

Suwon Bluewings: 1998, 1999
- K-League Cup: 2

Suwon Bluewings: 1999, 2000

### Allenatore

#### Competizioni nazionali
- Campionato rumeno: 1

Steaua Bucarest: 2005-2006
- Supercoppa di Romania: 1

Steaua Bucarest: 2006
- Coppa di Romania: 1

Steaua Bucarest: 2010-2011
- Campionato saudita: 1

Al-Hilal: 2007-2008
- Coppa della Corona del Principe saudita: 2

Al-Hilal: 2007-2008, 2008-2009
- Coppa delle Stelle del Qatar: 1

Al-Sadd: 2010
- Campionato emiratino: 4

Al-Ain: 2011-2012, 2012-2013
Al-Ahli: 2013-2014, 2015-2016
- Supercoppa degli Emirati Arabi Uniti: 5

Al-Ain: 2012
Al-Ahli: 2013, 2014, 2016
Sharjah: 2022
- Coppa di Lega (Emirati Arabi Uniti): 3

Al-Ahli: 2013-2014, 2016-2017
Sharjah: 2022-2023
- Campionato cinese: 1

Jiangsu Suning: 2020
- Coppa del Presidente degli Emirati Arabi Uniti: 2

Sharjah: 2021-2022, 2022-2023

#### Competizioni internazionali
- AFC Champions League Two: 1

Sharjah: 2024-2025